# Marktforschung
Die Marktforschung als eine Teildisziplin der empirischen Wirtschafts- und Sozialforschung kann sich auf unterschiedliche Bereiche beziehen und daher definiert werden als:
- die systematische Sammlung, Aufarbeitung, Analyse und Interpretation von Daten über Märkte und Marktbeeinflussungsmöglichkeiten zum Zweck der Informationsgewinnung für Marketing-Entscheidungen[2] oder
- der komplette Prozess der Lösung marktbezogener betriebswirtschaftlicher Probleme (wobei mit „Markt“ meist ein Absatzmarkt gemeint ist, während das Handelsmarketing treffender vier Märkte als Analyseobjekte zugrunde legt) durch Analyse von Informationen über den entsprechenden Markt, seine relevanten Teilnehmer und ihre Einstellungen oder
- ein kontinuierlicher, systematischer, auf wissenschaftlichen Methoden basierender und objektiver Prozess, der das Marktgeschehen sowie das Unternehmensumfeld beobachtet, um Informationen zu gewinnen und zu analysieren. Dies erfolgt zum Zwecke der Findung oder Absicherung von Marketing-Entscheidungen.

Die Marktforschung ist eines der wichtigsten Werkzeuge des Marketings. Sie liefert aber auch Entscheidungshilfen für andere Unternehmensbereiche wie Controlling, Vertrieb, Beschaffung, Personaleinsatz oder Business Intelligence. Die Marktforschung ist ein Mittel, um Informationen über den relevanten Absatzmarkt bzw. die Absatzmärkte eines Unternehmens zu erhalten. Die Daten werden dafür systematisch und überwiegend nach wissenschaftlichen Methoden ermittelt. Eine effektive Marktforschung ist ein wichtiger Faktor, wenn es darum geht eine erfolgreiche Absatzstrategie für ein Unternehmen zu entwickeln und so den Umsatz und – idealerweise – den Unternehmensgewinn zu erhöhen.
Siehe auch: Meinungsforschung

## Ziele der Marktforschung
Ziele der Marktforschung sind
- frühzeitiges und rechtzeitiges Erkennen von Trends, Chancen und Risiken auf den für das Unternehmen relevanten Märkten
- Beschränkung des Risikos von Fehlentscheidungen („Flop-Minimierung“), Erhöhung des Erfolgs von Produkt-Neueinführungen
- Unterstützung der Willensbildung innerhalb des Unternehmens, Strategie-Entwicklung für Marketing und Vertrieb
- die Verbesserung des für die Entscheidung relevanten Informationsstandes der Entscheidungsträger hinsichtlich folgender Aspekte:
  - Aktualität
  - Objektivität
  - Präzision
  - Relevanz
  - Modetrends
  - Lustverlangen

## Zentrale Erkenntnisbereiche der Marktforschung
Die Marktforschung hat, aufbauend auf den Zielen der Marktforschung, diverse Themenbereiche, in Bezug auf welche sie forschungsbasierte Aussagen treffen kann:
- Allgemeine Marktcharakteristika und Marktentwicklungen
- Kundensegmente
- Kundenverhalten und -bedürfnisse
- Kundenzufriedenheit und -loyalität
- Akzeptanz von Produkt-Neuentwicklungen
- Kaufmotive, Motivation der Konsumenten (Consumer Insights)
- Wirkung von Werbemitteln
- Konkurrenzbeobachtung, Wettbewerbsanalyse
- Marktposition

## Gütekriterien der Marktforschung
Ähnlich wie jede andere Forschung muss auch die Marktforschung gewisse Kriterien erfüllen, die eng mit der wissenschaftlichen Methode verknüpft sind:
- Objektivität (Unabhängigkeit): Unabhängigkeit der Ergebnisse des Versuchsvorgangs vom Durchführenden (hinsichtlich Durchführung, Auswertung und Interpretation)
- Reliabilität (formale Genauigkeit): Abwesenheit von Zufallsfehlern beim Versuchsverfahren
- Validität (konzeptionelle Richtigkeit): Gültigkeit der gefundenen Ergebnisse – das wichtigste Gütekriterium („Inwieweit ist genau das erfasst worden, was eigentlich untersucht werden sollte?“)
- Repräsentativität (Aussagekraft): Ergebnisse einer Stichprobe dürfen nur mit einer bestimmten Irrtumswahrscheinlichkeit vom wahren Wert der Grundgesamtheit abweichen (Generalisierbarkeit)

## Ablauf eines Marktforschungsprojekts
Marktforschungsprojekte orientieren sich im Ablauf an den Schritten einer empirischen Erhebung. Es wird meist projektorientiert gearbeitet. Homburg und Krohmer unterscheiden folgende elf Phasen:
1. Formulierung des Problems
2. Festlegung des Untersuchungsdesigns
3. Festlegung der Informationsquellen
4. Bestimmung des Durchführenden
5. Festlegung der Datenerhebungsmethode
6. Auswahl der Stichprobe
7. Gestaltung des Erhebungsinstrumentes
8. Durchführung der Datenerhebung
9. Editierung und Kodierung der Daten
10. Analyse und Interpretation der Daten
11. Präsentation der Forschungsergebnisse

Dies entspricht grundsätzlich dem Ablauf sozialwissenschaftlicher Studien. Eine spezielle Aufgabe ist die Beratung und Umsetzung, die nicht Teil der Marktforschung ist, die aber von vielen Marktforschungsinstituten als Leistung angeboten wird.

## Einteilung der Marktforschung
Ausgehend vom Erhebungsziel lässt sich die Marktforschung in quantitative und qualitative Marktforschung unterteilen.
- Quantitative Marktforschung: Das Ziel besteht darin, numerische Werte über den Markt zu ermitteln. Werden nur tatsächliche, objektive Befunde ermittelt, spricht man von Ökoskopie im Gegensatz zur Demoskopie, die Meinungen und Einstellungen zu bestimmten Fragestellungen (also Wünsche, Ängste, Pläne usw.) ermittelt und quantitativ-statistisch aufbereitet.
- Qualitative Marktforschung: Ziel ist, z. B. Motive für bestimmte Verhaltensweisen im Markt sowie Erwartungen und Einstellungen zu ermitteln (psychologische Marktforschung). Meinungs- und Motivforschung ist dabei als bedeutendstes Marktforschungsverfahren anzusehen, das auf psychologische Absicherungen (z. B. durch indirekte Fragen, Ausschluss von Suggestivfragen, Ablenkungen und Kontrollfragen) zurückgreift.

Neben branchenbezogener Marktforschung, auf die sich manche Marktforschungsinstitute spezialisieren, gibt es als Grobkategorie in Abgrenzung zur dominanten Konsumgütermarktforschung die Investitionsgütermarktforschung oder auch Industriemarktforschung. Seit einigen Jahren hat sich in Deutschland der Begriff Business-to-Business-Marktforschung oder B2B-Marktforschung durchgesetzt. Die Methoden und Fallzahlen unterscheiden sich teils sehr stark von der Konsumgütermarktforschung. Je nach Branche repräsentieren hier oft wenige Firmen den Großteil des Marktes, sodass schon mit einem kleinen Sample hochrepräsentative Befragungen durchgeführt werden können.

## Methoden der Marktforschung

### Primäre Marktforschung
Die primäre Marktforschung gewinnt ähnlich der Primärforschung ihre Erkenntnisse aus der erstmaligen und direkten Untersuchung von Marktteilnehmern (Feldforschung, field research, Primäranalyse). Sie bedient sich wie viele andere Forschungszweige der Methoden der empirischen Sozialforschung. Je nachdem, welche Marktteilnehmer Gegenstand der Untersuchung sind, werden Absatzmarktforschung, Beschaffungsmarktforschung, Konkurrenzmarktforschung und so genannte interne Marktforschung unterschieden. Letztere bezieht sich (nach Schenk) auf Personen und Abläufe innerhalb von Betrieben und ist vor allem für den stationären Einzelhandel bedeutsam.
Für die Beschaffung von Primärinformationen steht in den Forschungsfeldern Befragung, Beobachtung und Experiment ein breites Repertoire an Methoden zur Verfügung. Grob wird dabei zwischen den eher qualitativen und eher quantitativen Methoden unterschieden. Zu den qualitativen Marktforschungsmethoden gehören zum Beispiel Tiefeninterviews bzw. Leitfadeninterviews, Gruppendiskussionen (auch Fokusgruppe), rekonstruktive Beobachtungen und Workshops. Hierbei werden in der Regel relativ kleine Stichproben von 10 bis 20 Fällen beobachtet und/oder befragt. Die qualitative Auswertung erfolgt auf Basis der Tonband- bzw. Videoaufnahmen oder anhand der Mitschriften über Einzelexplorationen.
Von quantitativer Forschung spricht man dann, wenn größere Stichproben mittels standardisierter Fragebögen befragt werden und die Ergebnisse quantitativ-statistisch ausgewertet und z. B. in Form von Tabellen oder Diagrammen dargestellt werden. Zu den quantitativen Methoden zählen u. a. repräsentative Befragungen, Telefonumfragen sowie Befragungen und experimentelle Aufzeichnungen in Testlabors mit 100 und mehr Probanden.
In der Praxis gibt es Überschneidungen zwischen der qualitativen und der quantitativen Forschung. So werden bevölkerungsrepräsentative Umfragen mit ca. 2.000 Probanden zwar den quantitativen Methoden zugerechnet, sie enthalten häufig jedoch qualitative Elemente, etwa in Form von offenen Fragen. Diese wiederum werden sowohl qualitativ-singulär als auch quantitativ-statistisch ausgewertet.
Während zur repräsentativen Erhebung von Meinungen und Einstellungen zu Fragen von nationalem Interesse in der Regel 2.000er Stichproben erforderlich sind, können Unternehmen je nach Branche, Standort, Einzugsgebiet und Kundenstruktur sich ggf. mit kleinen Stichproben begnügen. Für die Marktforschung im stationären Einzelhandel ist dies besonders relevant. Wenn z. B. ein Möbelhaus Image-Einstellungen, Kaufabsichten, Wünsche, Kritik oder Ähnliches erkunden will, genügt u. U. eine Stichprobe n = 50, vorausgesetzt, die Probanden werden aus solchen Kunden (und/oder Nichtkunden) herausgefiltert, die am Sortimentsgenre des Möbelhauses interessiert sind bzw. sein könnten. In einer Art Differentialanalyse könnten Durchschnitte zunächst aus den ersten 30 Antworten, dann aus 40 Antworten und schließlich aus allen Antworten gebildet werden. Schwanken die Durchschnittswerte nicht oder nicht signifikant, kann eine hinreichende Validität des Befragungsergebnisses angenommen werden.
Geläufig ist auch die Unterscheidung in demoskopische und ökoskopische Marktforschung. Demoskopische Marktforschung liefert Erkenntnisse aus Befragungen von Marktteilnehmern, subjektiv geprägte Befunde. Ökoskopische Marktforschung liefert Erkenntnisse aus Markttatsachen, objektive Befunde. Der die demoskopische Marktforschung jahrzehntelang prägende Parteienstreit zwischen Befürwortern ausschließlich statistischer Massenerhebungen und Befürwortern ausschließlich (tiefen-)psychologischer Einzelinterviews ist beigelegt. Denn statistische Massenerhebungen können nicht auf psychologisch fundiertes Forschungsdesign verzichten, und (tiefen-)psychologische Interviews führen in der Regel erst durch Interviews einer Mehrzahl von Probanden zu umsetzbaren Erkenntnissen. Wegen ihrer weitgehend psychologischen Prägung wird bereits von psychologischer Marktforschung gesprochen, die sich auch auf einzelne Wirtschaftssektoren beschränken kann.
Relativ weit entwickelt ist derzeit die psychologische Handelsmarktforschung als Teilgebiet der Handelspsychologie. Für den stationären Handel liefern vor allem betriebsinterne Experimente, d. h. auf Variation nur eines isolierten Faktors beruhende Absatzänderungen, wichtige Aufschlüsse über Kundenreaktionen (Akzeptanz, Reaktanz, Nachfrageelastizitäten usw.). Beispielsweise könnte der Absatzerfolg einer Umplatzierung eines Artikels im Supermarktregal durch Vergleich des jeweiligen Wochenabsatzes vor und nach der Umplatzierung genau gemessen werden, wenn alle anderen Faktoren (Artikelgruppe, Kundenstruktur, Werbung, Preisauszeichnung, Wetter usw.) gleich bzw. vergleichbar geblieben sind.
Eine weitere Einteilung der Primärforschung findet auf der Ebene des Kontaktes zum Befragten statt. Hier unterscheidet man zwischen persönlichen (Face-to-Face-) und nichtpersönlichen Interviews. Die persönlichen Interviews erfolgen entweder im Hause des Befragten (in-home), auf der Straße (in-street) oder in eigens dafür eingerichteten Teststudios (in-hall). Zu den nichtpersönlichen Interviews zählen Telefonumfragen, schriftliche Befragungen (per Brief) und Online-Umfragen.
Die quantitativen Daten lassen sich mit verschiedenen statistischen Verfahren analysieren, die in spezieller Statistik-Software wie SPSS oder SAS, aber teilweise auch in Programmen zur Tabellenkalkulation (etwa Microsoft Excel) verfügbar sind.
Eine weitere Forschungsmethode, aufschlussreich speziell für die Hersteller von Konsumgütern, ist die Datenerhebung im Rahmen von Verbraucherpanels. Ein Verbraucherpanel ist eine große Stichprobe (oft 10.000 Fälle oder mehr) von Konsumenten. Diese protokollieren kontinuierlich ihre Einkäufe. Früher wurden die Einkäufe von den Probanden wöchentlich oder monatlich schriftlich erfasst und per Brief an das durchführende Institut übermittelt. Heute sind die Panelhaushalte in der Regel mit Warenscannern ausgestattet. Die Erfassung der gekauften Waren erfolgt direkt nach dem Einkauf, die Daten werden online übermittelt. Aus den Daten der Verbraucherpanels können z. B. die Marktanteile verschiedener Marken ermittelt werden und – was noch wichtiger ist – die Verschiebung von Marktanteilen. Bei Verbraucherpanels gibt es zwei Probleme, die das Ergebnis verzerren können: der sog. Paneleffekt (bevorzugter Einkauf der für das Protokoll vorgegebenen, gelisteten Artikel) und die sog. Panelsterblichkeit oder Panelmortalität (durch das Ausscheiden von Probanden und durch neu aufgenommene Probanden bedingte Verschiebungen in der Stichprobe).

### Sekundäre Marktforschung
Die sekundäre Marktforschung gewinnt ihre Erkenntnisse wie in der Sekundärforschung aus bereits erhobenen Daten („Forschung am Schreibtisch“, desk research, Sekundäranalyse) oder aus der Auswertung von bereits durchgeführten Marktforschungen. Vielfach werden die erhobenen Daten direkt elektronisch erfasst, etwa über eine Computerkasse oder Online-Statistik, die mit einer zentralen Datenbank verbunden ist. Bei der Benutzung primärer Quellen stellt sich meistens die Frage nach einer geeigneten Stichprobe.
Quellen für die sekundäre Marktforschung können sein:
- Umsatzstatistiken
- Schriftwechsel mit Kunden
- Reklamationen von Kunden
- Reparaturlisten
- Lagerbestandsmeldungen
- Preislisten
- Angaben der statistischen Ämter, statistische Jahrbücher
- Berichte der Industrie- und Handelskammern (IHK)
- Geschäftsberichte anderer Unternehmen
- Prospekte, Kataloge von Mitbewerbern, Zeitungen
- Zahlen des Rechnungswesens
- Veröffentlichungen wissenschaftlicher Institute usw.

### Consumer Neuroscience
Im Forschungsgebiet der Neuroökonomie, insbesondere der Consumer Neuroscience werden interdisziplinäre Erkenntnisse  und Theorien der Neurowissenschaften mit Marktforschungsaspekten kombiniert.

## Marktforschungsunternehmen
Große Unternehmen verfügen in der Regel über eigene Marktforschungsabteilungen. In kleineren Unternehmen dagegen betreuen häufig Marketingverantwortliche (Produktmanager) die Marktforschung „nebenher“ mit. Auch die großen Unternehmen bearbeiten die Marktforschungsprojekte meistens nicht selbst. Die Marktforscher in solchen Unternehmen arbeiten vielmehr als Mittler zwischen der eigenen Marketingabteilung und den zu den Studien beauftragten Marktforschungsunternehmen oder -instituten. Marktforschungsinstitute werden für die Marktforschung von Unternehmen meist aufgrund der Methodenkenntnis und Erfahrung, die diese Institute mit sich bringen, genutzt, sowie wegen der häufig auftretenden wesentlichen Kostenvorteile (z. B. weil das Marktforschungsunternehmen ein eigenes Call-Center hat). Weitere Vorteile sind die besser gewährleistete Objektivität, die damit verbundene Akzeptanz in der Wissenschaft und die spezifischen materiellen und personellen Kapazitäten von Marktforschungsunternehmen.
Laut ADM belief sich im Jahr 2011 der weltweite Marktforschungsumsatz auf knapp 24,15 Milliarden Euro. In Europa lag der Umsatz bei 10,18 Milliarden Euro, was ca. 42 Prozent des Weltmarktes ausmacht. Innerhalb Europas belegen Deutschland und Großbritannien mit einem Umsatzanteil von je 23 % und Frankreich mit 19 % die vorderen Plätze.
Gemessen am weltweiten Umsatz waren 2009 die Top 10 Marktforschungsunternehmen:
1. The Nielsen Company: 4.575,0 Dollar weltweiter Umsatz in Millionen
2. Kantar Group: 3.616,1 Dollar
3. IMS Health: 2.392,5 Dollar
4. GfK: 1.797,2 Dollar
5. Ipsos Group: 1.442,1 Dollar
6. Synovate: 959,7 Dollar
7. IRI: 725,0 Dollar
8. Westat Inc.: 469,5 Dollar
9. Arbitron Inc.: 368,8 Dollar
10. J. D. Power and Associates: 272,2 Dollar

Die größten Marktforschungsinstitute in Deutschland waren 2007:
1. GfK
2. TNS Infratest
3. ACNielsen
4. Ipsos
5. Maritz Research
6. Psyma Group AG
7. Kleffmann Group
8. GIM Heidelberg
9. LDB Gruppe
10. infas Holding

Die größten Marktforschungsinstitute in Österreich sind:
- Das Österreichische Gallup-Institut
- GFK Austria
- Market Institut
- Karmasin Motivforschung
- IFES – Institut für Empirische Sozialforschung
- IMAS International
- OGM – Österreichische Gesellschaft für Marketing
- Spectra
- TNS Info Research Austria
- Integral Markt- und Meinungsforschung
- Interconnection Consulting

Die größten bzw. bekanntesten Marktforschungsinstitute in der Schweiz sind:
- am Puls
- DemoSCOPE-Gruppe
- GfK Switzerland
- Link Institut
- M.I.S. Trend

## Markt- und Sozialforschungsverbände
Markt- und Meinungsforschung ist international sowie in Deutschland in Verbänden organisiert. Diese repräsentieren die Unternehmen, Institute und Personen, die in Deutschland Markt- und Sozialforschung betreiben. Sie definieren verbindliches Standesrecht und Qualitätsrichtlinien und treten insbesondere für die Befragtenrechte ein. Dazu gehört maßgeblich das Recht auf Anonymität, das die Marktforschung immer garantiert. Gemeinsam betreiben die deutschen Verbände mit dem Rat der Deutschen Marktforschung auch eine Beschwerdestelle, an die sich jeder wenden kann, der seine Befragtenrechte verletzt sieht.
Die maßgeblichen Verbände sind:
- ADM – Arbeitsgemeinschaft Deutscher Marktforschungsinstitute e. V.
- BVM – Berufsverband Deutscher Markt- und Sozialforscher e. V.
- DGOF – Deutsche Gesellschaft für Online-Forschung e. V.
- ASI – Arbeitsgemeinschaft Sozialwissenschaftlicher Institute e. V.
- ESOMAR – Internationaler Marktforschungsverband
- Verband der Marktforscher Österreichs
- Alliance of International Market Research Institutes
- GfK-Verein
- Verband Schweizer Markt- und Sozialforschung[8]